# Pulapromet
Pulapromet d.o.o., trgovačko društvo za prijevoz putnika u vlasništvu lokalnih jedinica na području bivše općine Pule, tj. gradova Pule i Vodnjana, te općina Fažane, Ližnjana i Medulina. Glavna djelatnost poduzeća jest prijevoz putnika u gradskom i prigradskom prometu. Sjedište poduzeća je u Puli u Ulici starih statuta 1a. Godine 2018. u poduzeću je bilo zaposleno 126 osoba dok je 34 autobusa u gradskom i prigradskom prometu.

## Povijest
Iako se ime Pulaprometa prvi put javlja tek 1984. godine, početci poduzeća mnogo su stariji i podudaraju se s početkom javnoga gradskog prometa u Puli. Eletrični tramvaj u Puli započeo je s prometovanjem 24. ožujka 1904. godine, pa je ovaj datum izabran za dan Pulaprometa. Nakon trideset godina redovitog prometovanja tramvaj je ukinut 16. travnja 1934. godine i zamijenjen autobusima. Nakon 2. svjetskog rata javni promet se ubrzano razvija, pa je tijekom 1947. godine formirano Kotarsko poduzeće za prijevoz putnika u javnom gradskom i prigradskom prijevozu, koje je funkcioniralo pod različitim nazivima do 1961. godine. U tom periodu prošireno je područje opsluživanja na prigradske linije za Medulin, Premanturu, Marčanu, Štinjan, Rakalj i dr.
U razdoblju od 1962. do 1965. godine tadašnji Lokalni saobraćaj prolazi kroz tešku krizu, ali već 1967. godine nastaje faza oporavka nakon provedenog procesa racionalizacije i reorganizacije poslovanja. Godine 1967. garaža i uprava poduzeća bile su u današnjoj Kranjčevićevoj ulici (staroj tvornici stakla), a autobusna stanica na Karolini. Uvjeti rada bili su izuzetno teški, osobito ljeti zbog velike prašine, te je autobusna stanica Karolina asfaltirana 1969. godine.
Tijekom 1967. godine u voznom parku bile su takozvane alfe kupljene od riječkog Autotroleja. Te alfe, iako su bile stari autobusi, osigurale su premošćivanje problema nedostatka autobusa. Krajem šezdesetih godina Lokalni saobraćaj bio je jedno od najboljih poduzeća po poslovanju i kvaliteti usluge po svim pokazateljima tadašnje grupacije javnih prijevoznika. Kako je poslovanje bilo izuzetno pozitivno, iz vlastitih sredstava poduzeće je kupilo 15 novih autobusa marke MAN.
Podatci o poslovanju govore da je u 1971. godini prevezeno 7,2 milijuna putnika i prevaljeno 1,9 milijuna kilometara. Interesantno je ove pokazatelje usporediti s podatcima iz 1999. godine kada je prevezeno 4,4 milijuna putnika uz praktički istu prijeđenu kilometražu.
Rezultati poslovanja Lokalnog saobraćaja tijekom 1972. godine potakli su ideju o cjelokupnoj integraciji tadašnjeg Autosaobraćaja i Lokalnog saobraćaja s ciljem fuzioniranja oba prometna poduzeća, tako da je Lokalni saobraćaj postao OOUR Lokalni saobraćaj u sastavu SOUR Brioni. U periodu od 1972. do 1984. godine poslovanje se odvijalo u sastavu Briona. Zacrtani ciljevi integracije nisu se ostvarili i početkom 1984. dolazi do izdvajanja OOUR-a Lokalnog saobraćaja iz Briona i u proljeće 1984. dolazi do konstituiranja Komunalnog poduzeća Pulaprometa tako da pod ovim nazivom poduzeće egzistira i danas.
Odlukom Skupštine općine Pula od 18. siječnja 1990. godine osniva se javno poduzeće Pulapromet u vlasništvu općine Pule, a od 1. siječnja 1996. sukladno sa Zakonom o trgovačkim društvima, J.P. Pulapromet transformira se u trgovačko društvo PULAPROMET d.o.o. u vlasništvu grada Pule i tadašnjih općina Barbana, Ližnjana, Marčane, Medulina, Svetvinčenta i Vodnjana.
U međuvremenu je tijekom siječnja 1991. u promet pušteno 7 autobusa marke MAN, a u prosincu 1995. godine 10 novih autobusa marke Mercedes Benz od čega 4 velika solo autobusa i 6 mini autobusa. Od svibnja 1996. autobusna stanica prigradskog prijevoza funkcionira na novoj lokaciji autobusnog kolodvora u Šijani.
Tijekom veljače 2003. uvodi se novi, elektronički naplatni sustav i pušta u promet 6 novih autobusa marke MAN. Na gradskim linijama Pule od kraja ožujka 2007. već prometuje 9 novih midi niskopodnih autobusa marke Iveco Irisbus Europolis, a od 14. lipnja 2007. u prometu je i preostalih 13 novih solo niskopodnih autobusa marke Iveco Irisbus Citelis.

## Vozni park
Trenutačni vozni park Pulaprometa čine 34 autobusa:
- 9 midi Irisbus Europolis, gradski niskopodni (2007.),

```
-206   PU-136-LH                                                                              
-207   PU-126-LH
-208   PU-128-LH
-209   PU-125-LH
-210   PU-129-LH
-211   PU-124-LH
-212   PU-127-LH
-213   PU-143-LH
-214   PU-574-VT
```

- 13 solo Irisbus Citelis, gradski niskopodni (2007.),

```
-215   PU-815-VS                                                                             
-216   PU-216-LL
-217   PU-217-LL
-218   PU-218-LL
-219   PU-219-LL
-220   PU-420-LL
-221   PU-221-LL
-222   PU-412-LL
-223   PU-223-LL
-224   PU-224-LL
-225   PU-225-LL
-226   PU-226-LL
-227   PU-227-LL
```

- 6 solo Iveco Crossway LE, gradski niskoulazni (2019.),

```
-228   PU-728-VF                                                                                  
-229   PU-729-VF
-230   PU-730-VF
-231   PU-731-VF
-232   PU-732-VF
-233   PU-733-VF
```

- 6 solo Iveco Urbanway, gradski niskopodni (2019.),

```
-234   PU-734-VF
-235   PU-735-VF
-236   PU-736-VF
-237   PU-737-VF
-238   PU-738-VF
-239   PU-739-VF
```

## Autobusne linije

### Gradske linije
| br. linije | relacija | Vozni Režim |
| ---------- | --- | ----------- |
| 1          | Autobusni Kolodvor (Peron 8) - Šijana - Giardini - Stoja - Giardini- Šijana - Autobusni Kolodvor                    | R, S, N     |
| 2a         | Autobusni Kolodvor (Peron 9) - Giardini - Veruda - Verudela - Vidikovac - Šijanska Šuma                             | R, S, N     |
| 2c         | Autobusni Kolodvor (Peron 9) - Giardini - Veruda - Verudela - Vidikovac - Giardini - Šijanska Šuma                  | R, S        |
| 3a         | Šijanska Šuma (Super Konzum) - Vidikovac - Verudela - Veruda - Giardini - Autobusni Kolodvor                        | R, S, N     |
| 4          | Veli Vrh (Vodnjanska Cesta) - Giardini - Tržnica - Valkane - Veruda - Vidikovac - Giardini - Veli Vrh               | R, S        |
| 4a         | Veli Vrh (Vodnjanska Cesta) - Giardini - Tržnica - Valkane - Veruda - Vidikovac - Giardini - Monte Ghiro - Veli Vrh | R, S        |
| 4b         | Autobusni Kolodvor (Peron 13) - Veli Vrh                                                                            | R, S        |
| 4c         | Veli Vrh (Vodnjanska Cesta) - Autobusni Kolodvor                                                                    | R, S        |
| 5          | Giardini (Fina) - Šijana - Veli Vrh - Štinjan - Veli Vrh - Šijana - Giardini                                        | R, S, N     |
| 6          | Jadreški (Okretište) - Kaštanjer - Vidikovac - Veruda - Valkane - Giardini - Kaštanjer - Jadreški                   | R, S        |
| 6a         | Jadreški (Okretište) - Kaštanjer - Giardini - Autobusni Kolodvor                                                    | R           |
| 6c         | Autobusni Kolodvor (Peron 15) - Kaštanjer - Jadreški                                                                | R, S        |
| 6d         | Jadreški (Okretište) - Giardini - Autobusni Kolodvor                                                                | R, S        |
| 8          | Autobusni Kolodvor (Peron 14) - Giardini - Monte Magno - Valdebek - Giardini - Autobusni Kolodvor                   | R, S        |
| 8a         | Bus Kolodvor (Peron 14) - Giardini - O.Š. Vidikovac - Monte Magno - Valdebek - Giardini - Bus Kolodvor              | R           |
| 8b         | Bus Kolodvor (Peron 14) - Giardini - Monte Magno - Valdebek - O.Š. Vidikovac - Giardini - Bus Kolodvor              | R           |
| 9          | Autobusni Kolodvor (Peron 10) - Giardini - Monte Turco - Monte Šerpo - Valmade - Giardini - Bus Kolodvor            | R           |

Legenda:
- R – prometuje radnim danima
- S – prometuje subotom
- N – prometuje nedjeljom

NAPOMENA:

### Prigradske linije
| br. linije | relacija | Vozni Režim |  |
| ---------- | --- | ----------- |  |
| 21         | Pula (Arena) - Valbandon - Fažana - Pula                                                                      | R           |  |
| 21a        | Pula (Arena) - Fažana - Peroj - Fažana - Pula                                                                 | R, S, N     |  |
| 21b        | Pula (Arena) - Fažana - Peroj - Barbariga - Peroj - Fažana - Pula                                             | R           |  |
| 21c        | Pula (Arena) - Fažana - Peroj - Barbariga - Betiga - Peroj - Fažana - Pula                                    | R           |  |
| 21d        | Pula (Arena) - Fažana - Peroj - Betiga - Barbariga - Peroj - Fažana - Pula                                    | R           |  |
| 21g        | Pula (Arena) - Valbandon - Fažana - Peroj - Fažana - Pula                                                     | R           |  |
| 21h        | Pula (Arena) - Fažana - Peroj - Barbariga - Peroj - Fažana - Valbandon - Pula                                 | R           |  |
| 22         | Pula (Arena) - Galižana - Vodnjan - Galižana - Pula                                                           | R, S        |  |
| 22a        | Pula (Arena) - Galižana - Vodnjan Škola - Galižana - Pula                                                     | R           |  |
| 22c        | Galižana (Sjever) - Talijanska Škola - Pula                                                                   | R           |  |
| 22o        | Pula (Arena) - Galižana - Vodnjan - Talijanska Škola - Pula                                                   | R           |  |
| 23         | Pula (Peron 15) - Muntić - Valtura - Muntić - Pula                                                            | R           |  |
| 23a        | Pula (Peron 15) - Muntić - Valtura - Pula                                                                     | R, S        |  |
| 25b        | Pula (Peron 11) - Šišan - Ližnjan - Medulin - Pula                                                            | R, S, N     |  |
| 25c        | Pula (Peron 11) - Medulin - Šišan - Ližnjan - Pula                                                            | R, S, N     |  |
| 26         | Pula (Peron 11) - Pješčana Uvala - Vinkuran - Banjole - AC Indije - Banjole - Pomer - Medulin - Pula          | R           |  |
| 26a        | Medulin (O. Š. Mate Demarina) - Pomer - Banjole - AC Indije - Vinkuran - Medulin                              | R           |  |
| 26b        | Medulin (O. Š. Mate Demarina) - Pomer - Banjole - AC Indije - Vinkuran - Pješčana Uvala - Pula                | R           |  |
| 26c        | Pula (Peron 11) - Medulin - Pomer - Banjole - AC Indije - Vinkuran - Medulin                                  | R           |  |
| 27a        | Pula (Peron 13) - Pješčana Uvala - Vinkuran - Vintijan - Pješčana Uvala - Pula                                | R           |  |
| 28         | Pula (Peron 12) - Pješčana Uvala - Vinkuran - Banjole - Pomer - Premantura - Vinkuran - Pješčana Uvala - Pula | R, S, N     |  |
| 28a        | Pula (Peron 12) - Pješčana Uvala - Vinkuran - Premantura - Pomer - Banjole - Vinkuran - Pješčana Uvala - Pula | R, S, N     |  |
| 28d        | Pula (Peron 12) - Premantura - Pomer - Banjole - O.Š. Vidikovac - Pula                                        | R           |  |
| 28e        | Pula (Peron 12) - Premantura - Pomer - Banjole - Vinkuran - Pješčana Uvala - Pula                             | R           |  |

Legenda:
- R – prometuje radnim danima
- S – prometuje subotom
- N – prometuje nedjeljom

NAPOMENA:

## Više informacija
- Tramvajski promet u Puli
- Pula

## Vanjske poveznice
|  | Zajednički poslužitelj ima još gradiva o temi Pulapromet |

- pulapromet.com  Arhivirana inačica izvorne stranice od 16. kolovoza 2012. (Wayback Machine)